# Tissot

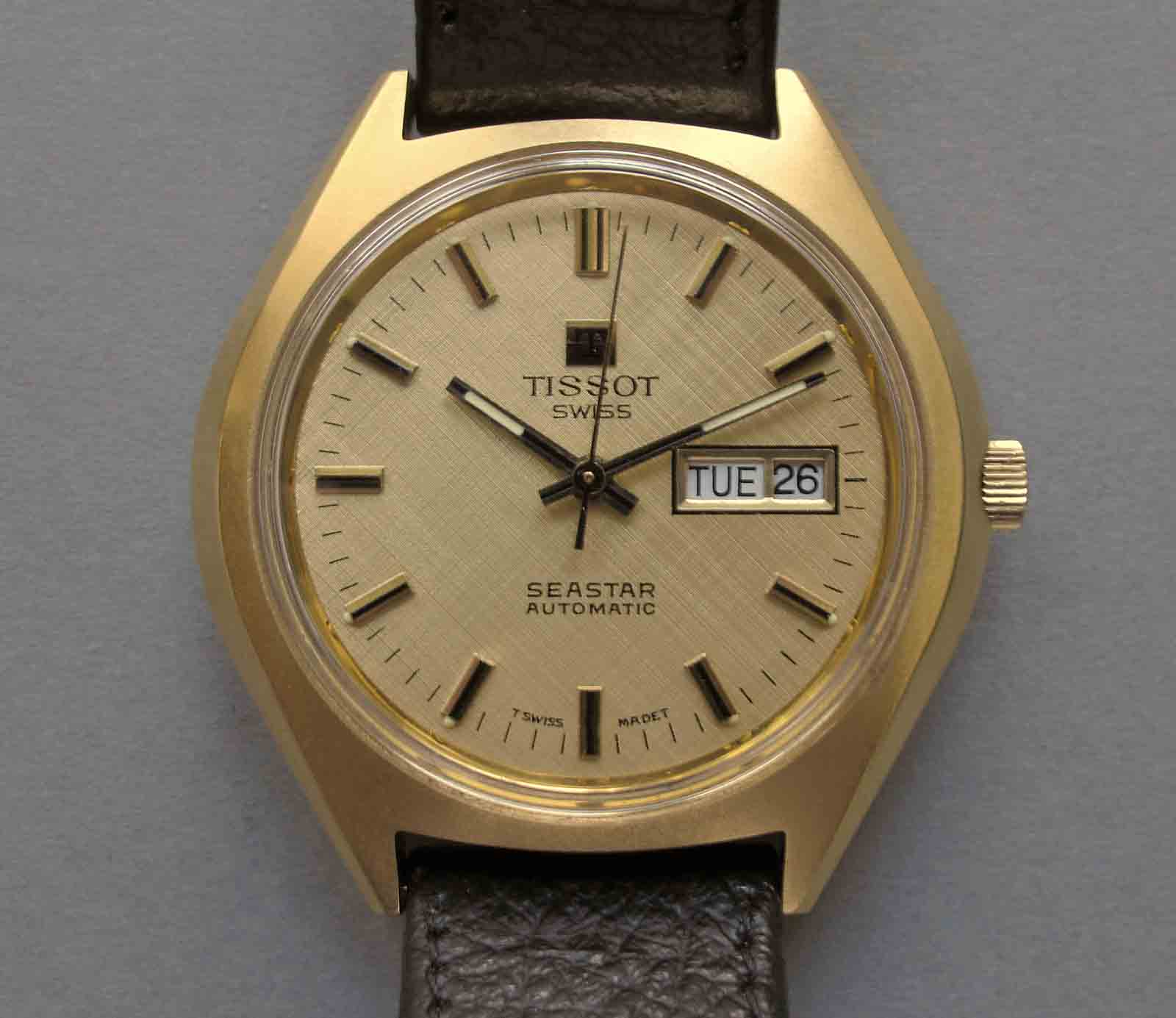
Tissot Seastar, 1977

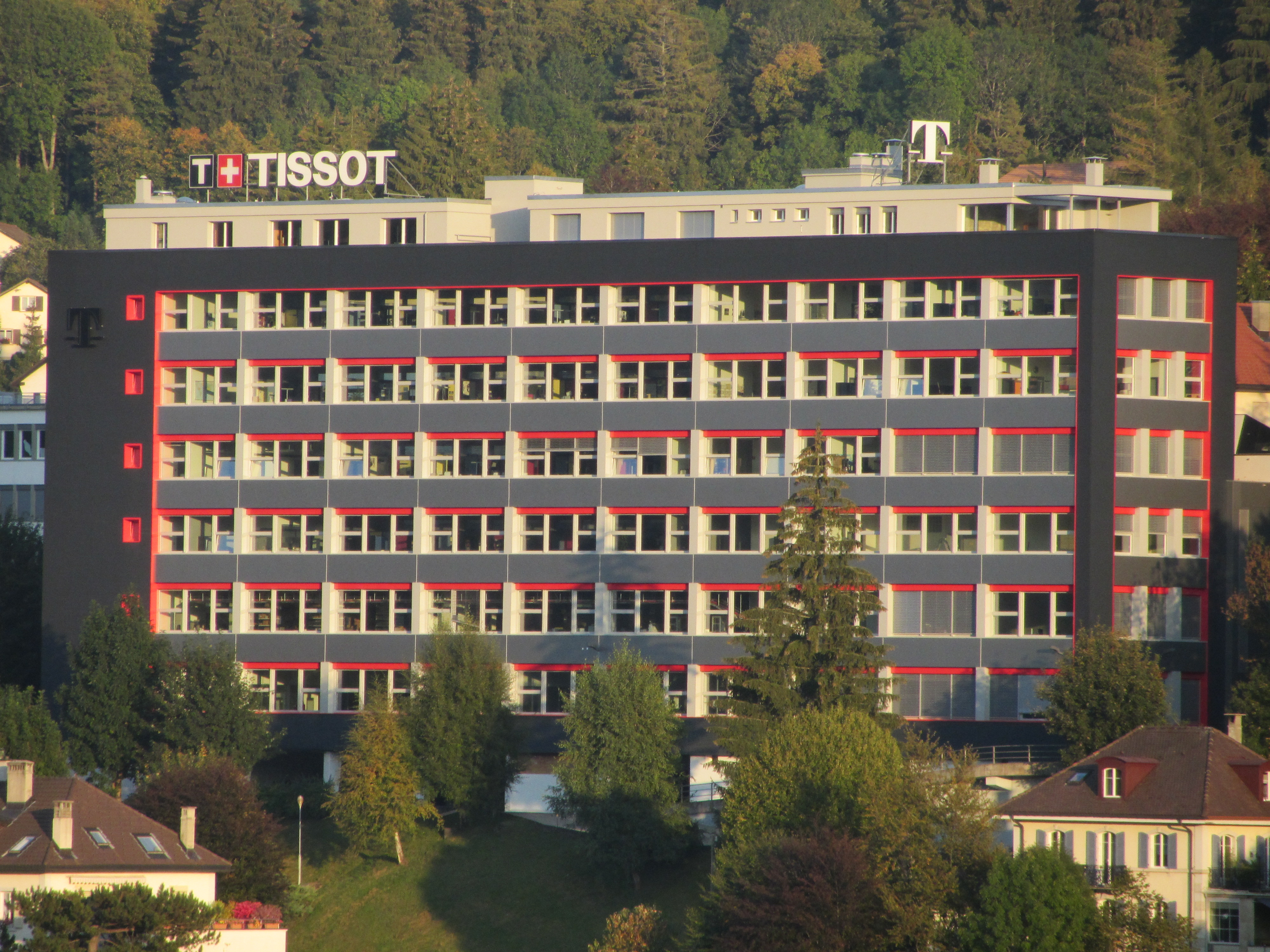
Hauptsitz von Tissot in Le Locle

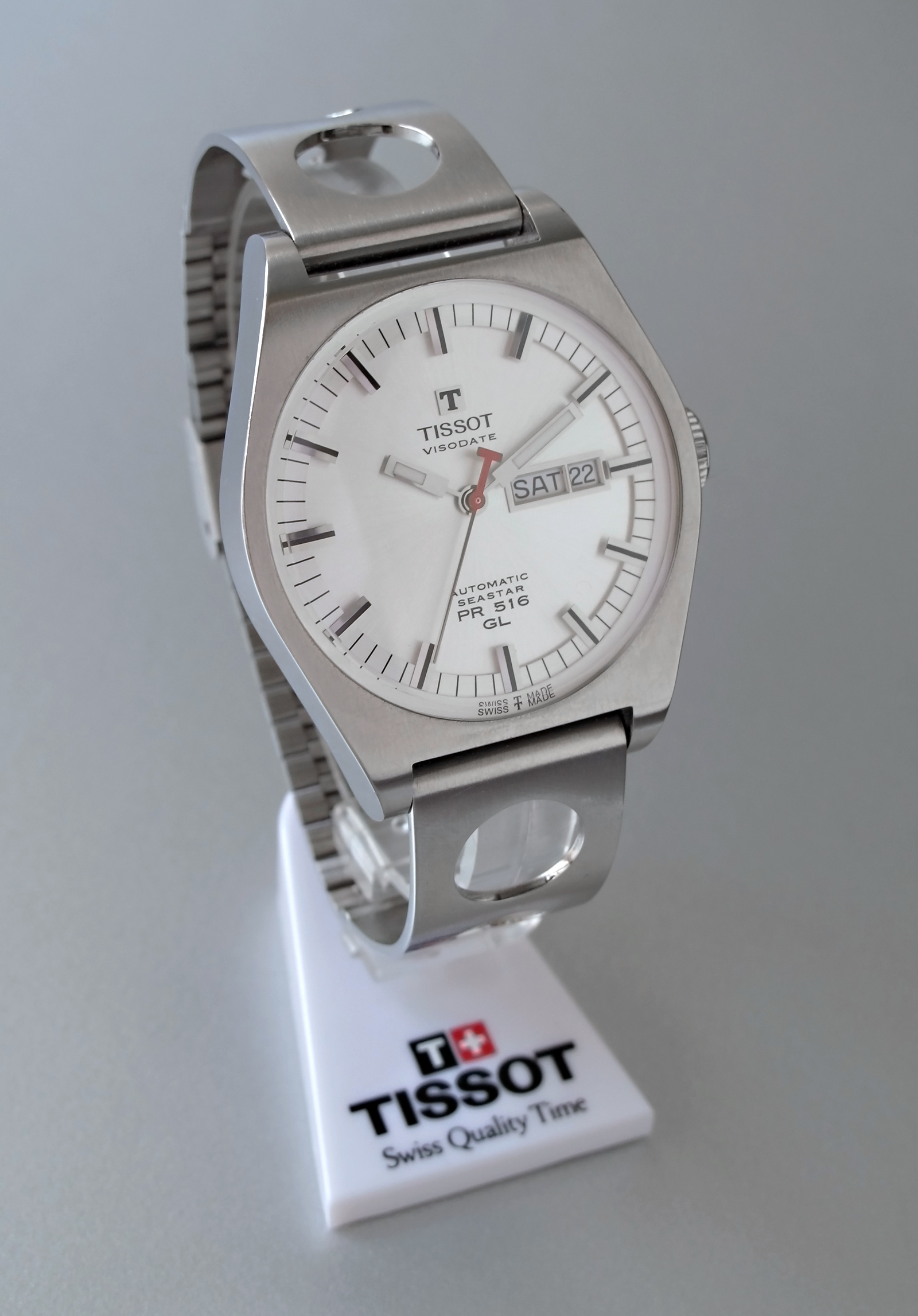
Tissot Seastar Visodate PR 516 GL (Grand Luxe) mit gelochtem Armband. Das Vorbild dieses Retromodells stammt aus dem Jahre 1965.

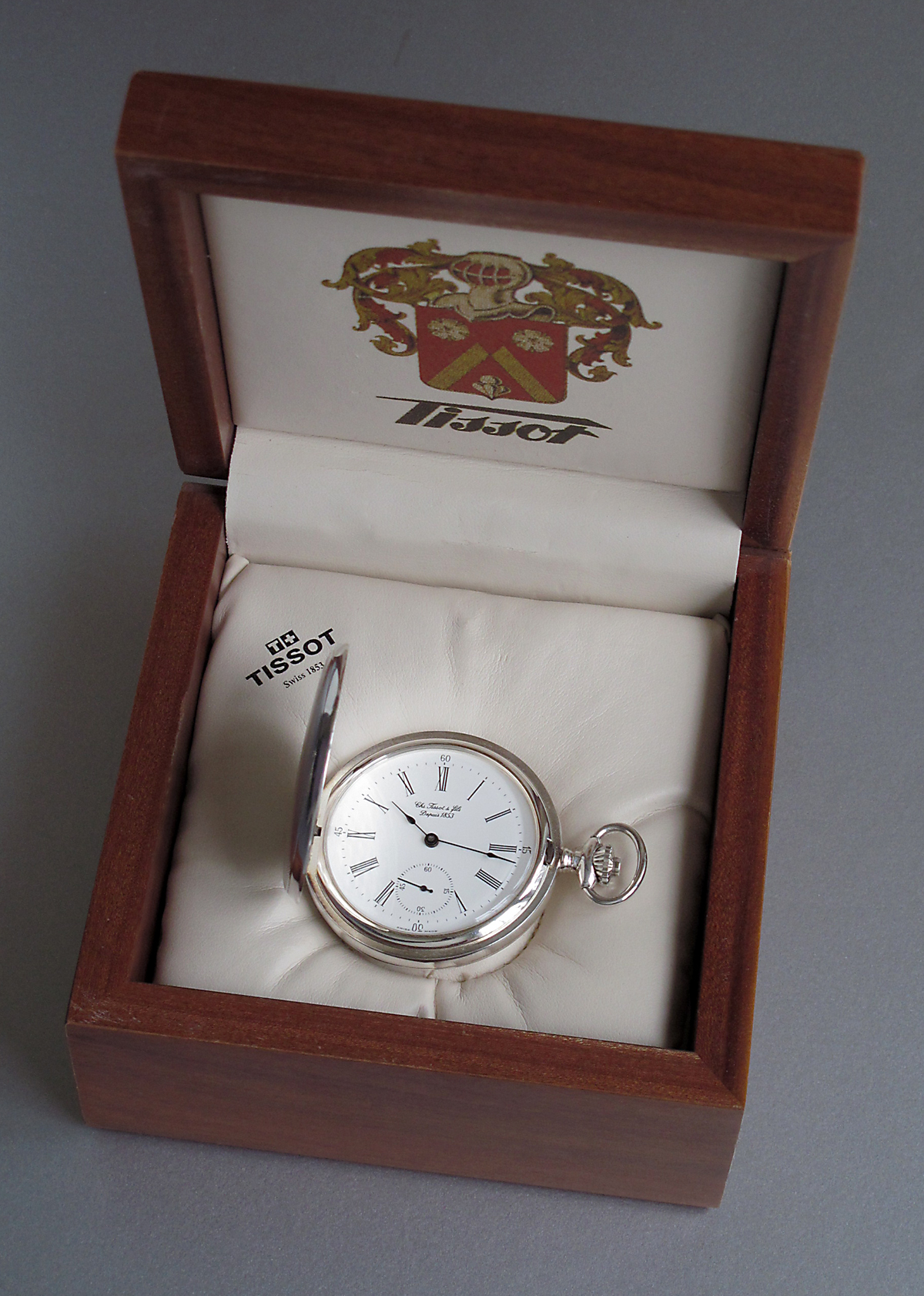
Tissot Taschenuhr 925 Silber

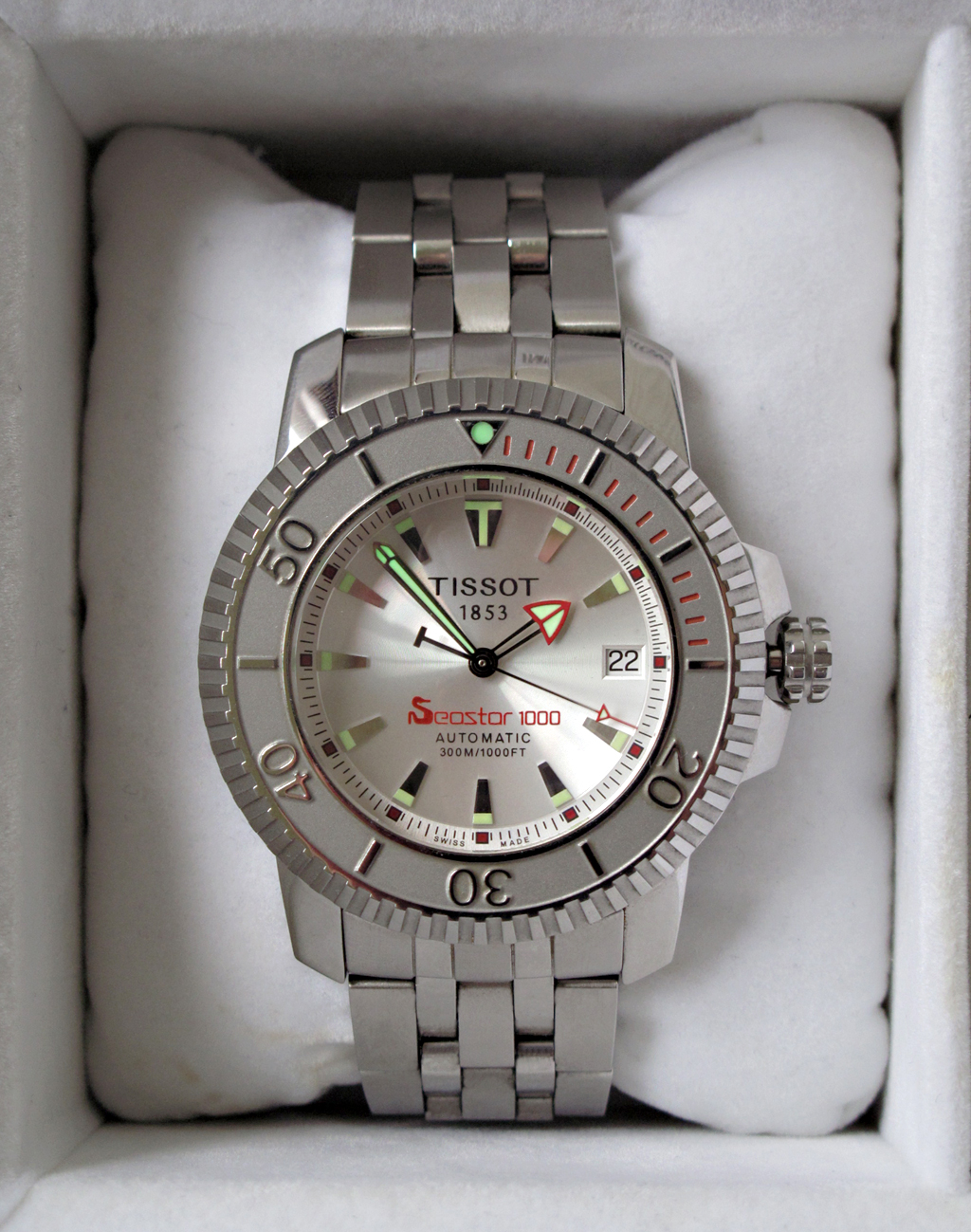
Tissot Seastar 1000 Automatic Silver

Sammelaktie der Fabrique d’Horlogerie Chs. Tissot & Fils SA vom 1. Juli 1947, ausgestellt auf die Mutterfirma Société Suisse pour l’Industrie Horlogère SA

Tissot ist ein Schweizer Uhrenhersteller. Sitz des Unternehmens ist Le Locle im Kanton Neuenburg. Es gehört zur Swatch Group. Tissot produzierte im mittelpreisigen Segment im Jahr 2024 ca. drei Millionen Uhren. Anfang 2025 gab es weltweit etwa 250 Single-brand stores.

## Anfänge
Charles Félicien Tissot (1804–1873) gründete mit seinem Sohn Charles-Emile (1830–1910) im Jahre 1853 in Le Locle eine Werkstatt, die mit zugelieferten Teilen Taschenuhren produzierte. Charles-Emile reiste dabei häufig nach Russland und in die USA, um die Produkte zu verkaufen. Sein Sohn Charles (1860–1936) übernahm das Unternehmen 1883 und setzte die Verkaufsreisen fort. Seit 1915 fertigte man auch Armbanduhren, was auf Betreiben von Charles Sohn Paul (1890–1951) geschah, der inzwischen zum Unternehmen gehörte. Im Jahre 1920 ging man auf eigene Werke über.

## Unternehmensentwicklung
Als die Firma Charles Tissot & Fils durch die Oktoberrevolution die Hauptabnehmer ihrer Luxusuhren auf dem russischen Markt verloren hatte, begann die Zusammenarbeit mit S.A. Louis Brandt & Frère, Omega Watch Co. und 1929 schlossen sich Tissot und Omega zur 1930 gegründeten Holding Société Suisse pour l’Industrie Horlogère SA (S.S.I.H.) zusammen. Tissot verwendete jetzt auch Rohwerke anderer Hersteller (sogenannte Ébauches). 1957 baute man ein neues Fabrikgebäude. In den 1970er Jahren war auch Tissot massiv von der Quarzkrise der Schweizer Uhrenindustrie betroffen, die durch die Ölkrise 1973, das Aufkommen preiswerter Importe aus Fernost und die verspätete Anpassung an die Quarztechnik ausgelöst wurde. Im Jahre 1977 wurden die Zweigwerke in Peseux und La Chaux-de-Fonds geschlossen und die Herstellung eigener Uhrwerke ganz aufgegeben. Dennoch schrieb Tissot weiter Verluste, so dass 1983 ein Zusammenbruch der Firma bevorzustehen schien. Die Rettung brachte schliesslich der Zusammenschluss der SSIH und der Allgemeine Schweizerische Uhren AG (ASUAG) zur Swatch Group unter Leitung von Nicolas Hayek im Jahre 1985, der zu einer umfassenden Reorganisation der schweizerischen Uhrenindustrie (Tissot bezieht seither hochwertige Gehäuseteile von der Schwestergesellschaft Georges Ruedin SA) und der Erschliessung neuer Märkte führte.
2020 übernahm Sylvain Dolla die Leitung des Unternehmens. Kurz vor Weihnachten 2023 eröffnete die erste Tissot Monobrand Boutique Deutschlands in Frankfurt am Main.

## Historische Modelle und Kollektion
1930 wurde die weltweit erste antimagnetische Uhr auf den Markt gebracht. Bekannte Modellnamen der Vergangenheit sind z. B. Navigator (Weltzeituhren und auch Chronographen), Seastar, Visodate, T12 für Taucheruhren (geprüfte Wasserdichtheit 200 m, vom Werk garantierte 120 m) oder die 516-Reihe mit Start ab 1956. Im Jahr 1971 brachte Tissot mit der Astrolon eine Uhr heraus, bei der Rohwerk, Räderwerk, Zeigerwerk und Hemmung grösstenteils aus Kunststoff und aus nur 52 Teilen bestand. Während der Quarzkrise wurde 1976 die LED-Uhrenlinie Stratos by Bertone lanciert, in den 1980er und 1990er Jahren machte sich Tissot einen Namen durch eine Reihe von modischen Armbanduhren mit Gehäusen aus ungewöhnlichen Materialien, beispielsweise aus Granit («RockWatch», 1985) und Holz («WoodWatch», 1991).
Heute ist die Kollektion in insgesamt sieben Produktlinien gegliedert:
- T-Sport: Sport- und Taucheruhren. Die Namenszusätze PR bedeuten particulièrement robuste, ein weiteres S steht für sportlich,[7] alternativ ein C für chic.
- T-Tactile (Multifunktionsuhren): T-Navigator mit Weltzeitzonen und T-Touch mit Funktionen wie Chrono (Stoppuhr), Alarm, Thermo (Temperatur), Meteo (Luftdruck absolut und Tendenz), Altimeter (Höhe), Compass und Datum, die durch Berührung des Uhrenglases (Touchscreen) aufgerufen werden.
- T-Trend: Herren- und Damenuhren in unterschiedlichen modischen Designs.
- T-Classic: Stahluhren in meist klassischem, zurückhaltendem Design. Der bei Classic-Uhren häufiger anzutreffende Modellnamen-Zusatz Chemin des Tourelles ist der Strassenname des Tissot-Sitzes in Le Locle.
- Heritage: Uhren im Retro-Stil. Die Serie besteht seit 1996, beginnend mit dem Handaufzugs-Chronographen Chrono-Janeiro. Weitere Modelle waren die Lisboa (1997), Porto (2000) oder die 1952 (2005).[10] Seit 2020 existiert die Neuauflage eines Designs von Ettore Sottsass aus dem Jahre 1988 mit der heutigen Bezeichnung Tissot Heritage Memphis.[11]
- T-Pocket: Taschenuhren.
- T-Gold: Schmuckuhren mit Massivgold-Gehäusen, z. T. im Retro-Stil, oder mindestens mit Massivgold-Elementen (z. B. Lünette).

Viele Uhren werden in mehreren technischen Varianten angeboten. So gibt es viele Modelle sowohl mit Automatik- als auch mit Quarzwerk, vereinzelt auch mit Solarzellen als Stromquelle. Die meisten Modelle werden ausserdem in unterschiedlichen Designs angeboten, z. B. wahlweise mit Gehäuse aus Edelstahl, Gold, Titan, Platin oder Kombinationen mehrerer Metalle (Bicolor), mit jeweils unterschiedlich gestalteten Zifferblättern und verschiedenen Typen von Armbändern. Gemeinsam mit der ETA SA wurde bis 2012 das Uhrwerk Powermatic 80 entwickelt, das eine Gangreserve von 80 Stunden und eine eigene Reglage aufweist. Die Mindestanforderung für Tissot-Edelstahlgehäuse entspricht den Spezifikationen der Legierung 316L, diejenige für Goldgehäuse oder -elemente beträgt 18 Karat. Bei Beschichtungen (z. B. Vergoldung) wird das PVD-Verfahren eingesetzt. Lederbänder sind innen mit einer hypoallergenen Schicht überzogen und können aussen bis zu sieben Lackschichten besitzen.

## Sponsorschaften
Nach Tissot-eigener Wortwahl gibt es heute mehrere Sportpartnerschaften, wie die zur Moto-GP, NBA, Tour de France oder auch der Superbike World Championship.
Historisch gab es ein Engagement in der Formel 1 mindestens mit Lotus (z. B. erkennbar am Modell 87 der Saison 1981) sowie mit Alpine seit 1969. Letztere Partnerschaft ist im Jahre 2015 erneuert worden, und Stand Ende 2019 gab es vier Alpine-Sondermodelle im Uhrenprogramm von Tissot.
In den 1980ern und frühen 1990er-Jahren wurden zudem unterschiedliche Modelle mit Markensymbolen des Rennstalls Martini-Racing gefertigt.
Tissot ist als Partner des Veranstalters A.S.O. offizieller Zeitnehmer der Tour de France, der Tour de France Femmes und weiterer Radrennen.
Auf lokaler Ebene ist Tissot Hauptsponsor der jährlich im Dezember stattfindenden Volkssportveranstaltung Trotteuse-Tissot in der Nachbarstadt La Chaux-de-Fonds.

## Produktplatzierung und prominente Kunden

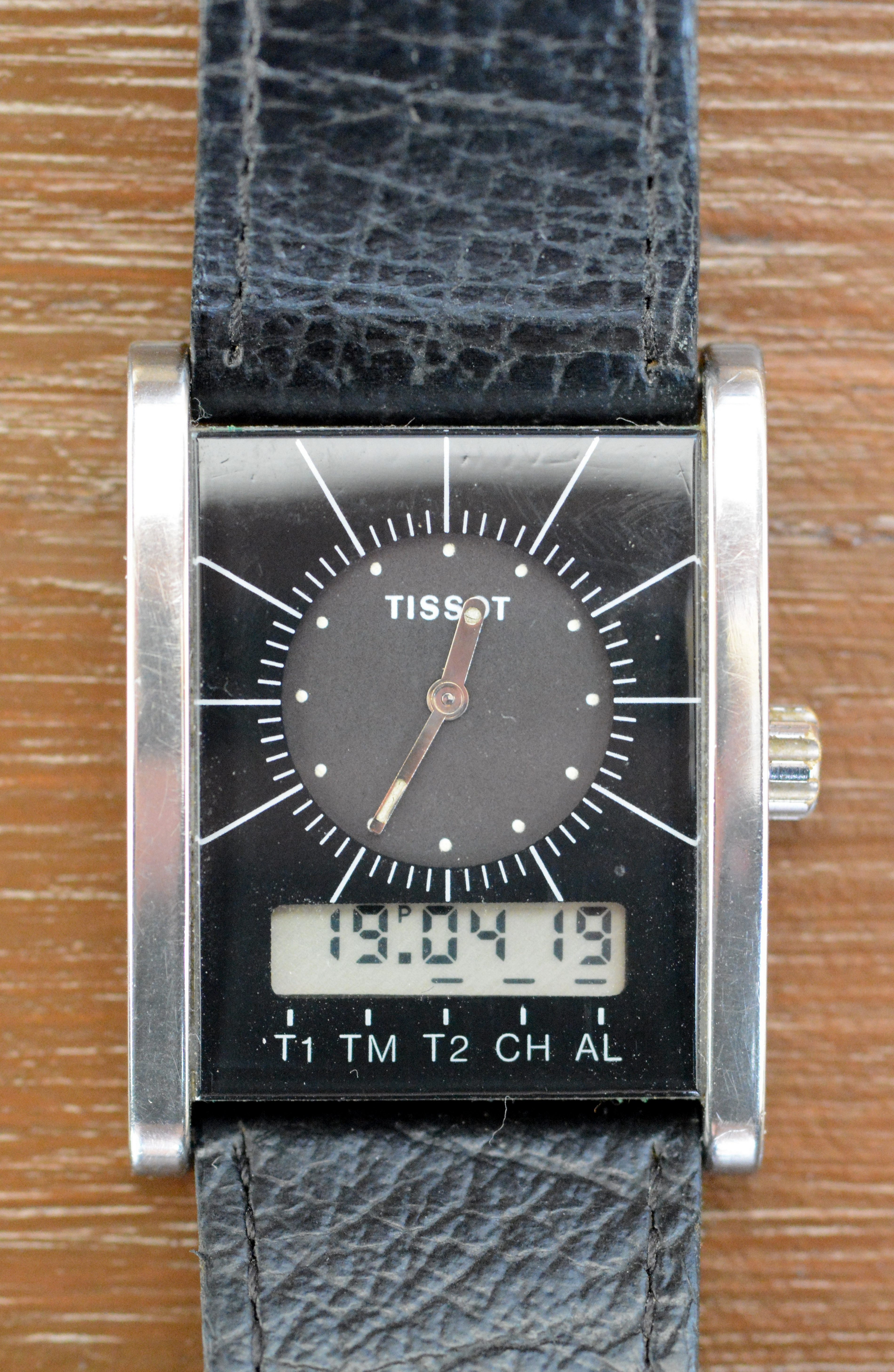
Tissot Twotimer, 1990

Tissot bezahlt für Produktplatzierung und hatte prominente Kunden, so trug beispielsweise der als «brasilianischer Robin Hood» geltende Volksheld Virgulino Ferreira da Silva, auch kurz Lampião genannt, einen Tissot-Chronographen aus dem Jahre 1935 mit Telemeter-Skala; die Uhr ist im Nationalmuseum in Rio de Janeiro ausgestellt. Nach Angaben des Unternehmens war auch die brasilianische Sängerin Carmen Miranda ab 1947 Trägerin einer Tissot.
Im James-Bond-Film «Leben und sterben lassen» (1973) ist eine Tissot PR 516 mit Bond im Einsatz. In «Stirb an einem anderen Tag» (2002) trägt Bond-Girl Miranda Frost eine Tissot T-Touch (1. Generation). In der Kriminalkomödie «Ladykillers» hat Professor Marcus (Alec Guinness) einen Tissot Chronographen mit Totalisatoren in Tricompax-Anordnung, in «Shaft» (1971) besitzt John Shaft eine PR 516 GL mit gelochtem Armband, und James Stewart in Alfred Hitchcocks «Das Fenster zum Hof» schaut ebenfalls auf eine Tissot. Gleiches gilt für Didi Hallervorden als Hans Immer in «Didi – Der Doppelgänger» in der Kneipen-Szene mit der Rolle des Bruno Koop.

### Sachbuch
- Estelle Fallet: TISSOT – 150 Jahre Geschichte 1853–2003. Tissot-Eigenverlag 2003.

### Belletristik
- Estelle Fallet: Roman einer Uhrenfabrik. Tissot-Eigenverlag 2002, ISBN 2-940333-01-7.